# Latinská rčení, U
V tomto článku jsou uvedena některá známá latinská rčení, začínající písmenem U.
Latina měla na evropskou kulturu hluboký a dlouho trvající vliv. Od římské antiky přes křesťanství a humanismus až do 18. století byla její znalost u vzdělaných lidí samozřejmostí. V některých oborech se s latinskými názvy stále pracuje, užívají se různé obraty a ve starší literatuře se najde množství latinských citátů. Protože latinských obratů, rčení a přísloví je mnoho, je seznam vybraných seřazen podle abecedy a rozdělen podle počátečních písmen do samostatných článků.

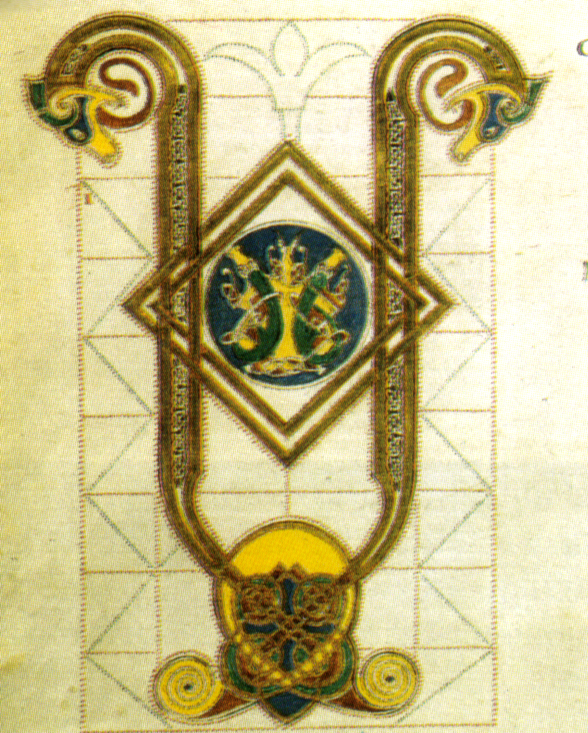
Iniciála U (Bible Karla Holého, kolem 870)

A
B
C
D
E
F
G
H
I
L
M
N
O
P
Q
R
S
T
U
V

## U
- Ubi bene, ibi patria – „Kde je dobře, tam je domov (vlast)“ (Aristofanés)
- Ubi est, mors, victoria tua? Ubi est, mors, stimulus tuus? – „Kde je, smrti, tvé vítězství? Kde je, smrti, tvá zbraň?“ (Bible, 1K 15,55)
- Ubi iudicat, qui accusat, vis, non lex valet – „Kde soudí žalobce, nevládne právo, ale násilí“ (Publilius Syrus)
- Ubi lex, ibi pœna – „Kde je zákon, je i trest“
- Ubi libertas, ibi patria – „Kde je svoboda, je i (moje) vlast.“
- Ubi papa, ibi Roma – „Kde je papež, tam je Řím.“
- Ubi pus, ibi evacua…  – „kde je hnis, tam vypusť...“ (medicínské pravidlo, používané i obecně)
- Ubi re vera … (ubi revera …) – „kde naopak...“
- Ubi societas ibi ius – „Kde je společnost, tam je i právo.“
- Ubi solitudinem faciunt, pacem appellant – „Kde dělají pustinu, říkají tomu mír“ (Tacitus, Agricola 30)
- Ubi sunt qui ante nos in mundo fuere? – „Kde jsou ti, kdo byli na světě před námi?“
- Ululare cum lupis – „výt s vlky“
- Ululas Athenas (portare) – „(nosit) sovy do Athén“, kde je jich dost (Aristofanés, Ptáci)
- Ultima (hora) latet – „Poslední (hodina) je skrytá“
- Ultima ratio – „poslední důvod“
- Ultima Thule – „poslední Thule“, konec světa
- Ultimatum – „poslední (lhůta)“
- Ultimo – „poslední (den v měsíci)“
- Ultra posse nemo obligatur. – „Nikdo není povinen k něčemu, co je mimo jeho možnosti“
- Ultra vires – „Mimo pravomoci“
- Umbra et imaginibus utimur – „Užíváme stínu a obrazů“
- Umbram suam metuere – „bát se vlastního stínu“
- Una domus non alit duos canes. – „Jeden dům neuživí dva psy“
- Una hirundo non facit ver – „Jedna vlaštovka jaro nedělá“ (Ezop)
- Una tua – „Jedna je tvoje (poslední)“, na hodinách
- Una voce – „jedním hlasem“
- Unitas, iustitia, spes – „Jednota, spravedlnost, naděje“, heslo města Vilniusu
- Unus multorum – „jeden z mnohých“
- Unus papa Romæ, unus portus Anconæ, una turris Cremonæ, una ceres Raconæ – „Jeden papež v Římě, jeden přístav v Anconě, jedna věž v Cremoně, jedno pivo v Rakovníku (jedinečné pivo z Rakovníka)“, heslo rakovnického pivovaru
- Unus pro omnibus, omnes pro uno – „Jeden pro všechny, všichni pro jednoho“, heslo Švýcarska
- Unigenitus filius – „jednorozený syn“
- Urbem Romam a principio reges habuere. Libertatem et consulatum L. Brutus instituit. – „Město Řím mělo od začátku krále. Svobodu a konsulát zavedl L. Brutus.“ (Tacitus, Anály, začátek)
- Urbem venalem et mature periturum, si emptorem invenerit – „Prodejné město, zralé k zániku, kdyby našlo kupce“ (Sallustius o Římě)
- Urbi et orbi – „Městu a světu“ (papežské požehnání)
- Urbs æterna – „věčné město“ (Řím)
- Urbs venalis – „prodejné město“
- Usque ad aras – „až po oltáře“
- Usque ad finem – „až do konce“
- Usus – „zvyk, obyčej, zkušenost“ (úzus)
- Usus magister est optimus – „Zkušenost je nejlepší učitel“ (Cicero)
- Usus tyrannus – „Zvyk je tyran“ (Horatius)
- Ut aliquid fiat – „aby se něco stalo“, když si lékař neví rady
- Ut aliquid fieri videatur - „aby se zdálo, že se něco dělá“, jestliže lékař neví, jak pomoci, ale nechce brát naději
- Ut desint vires, tamen est laudanda voluntas – „I když se nedostává sil, snaha si zaslouží chválu“ (Ovidius, Epist. ex Ponto 3.4.79)
- Ut fragilis glacies interit ira mora. – „Jako křehký led pomíjí s časem hněv “
- Ut infra – „viz níže, jako níže“ (odkaz na další text)
- Ut omnes unum sint – „Aby všichni byli jedno.“ Biskupské heslo Miloslava kardinála Vlka
- Ut queant laxis – středověký hymnus (základ solmizace)
- Ut retro – „jako na zadní straně“, na rubu
- Ut sementem feceris, ita metes – „Jak zaseješ, tak sklidíš.“ (Cicero)
- Ut supra – „jako nahoře, viz výše“
- Ut unum sint – „Aby byli jedno“ (Bible, J 17,11)
- Ut videam – „Ať vidím.“ Biskupské heslo Jana Baxanta
- Utendum est ætate, cito pede labitur ætas. – „Využít čas, který rychlou nohou prchá“
- Uti, non abuti – „Užít, ne zneužít“
- Uti possidetis – „jak (je) držíte“, o dobytém území